# Industrieverband Fahrzeugbau
Industrieverband Fahrzeugbau, zkráceně IFA (Průmyslové sdružení pro stavbu vozidel), bylo sdružení automobilových firem v NDR. IFA kromě osobních a nákladních automobilů vyráběla i autobusy, motocykly a jízdní kola.
IFA se skládala z 65 průmyslových firem, které byly na příkaz sovětské vojenské správy v Německu (SMAD) spojeny do jedné. Byla založena v roce 1948.

## Automobilová produkce

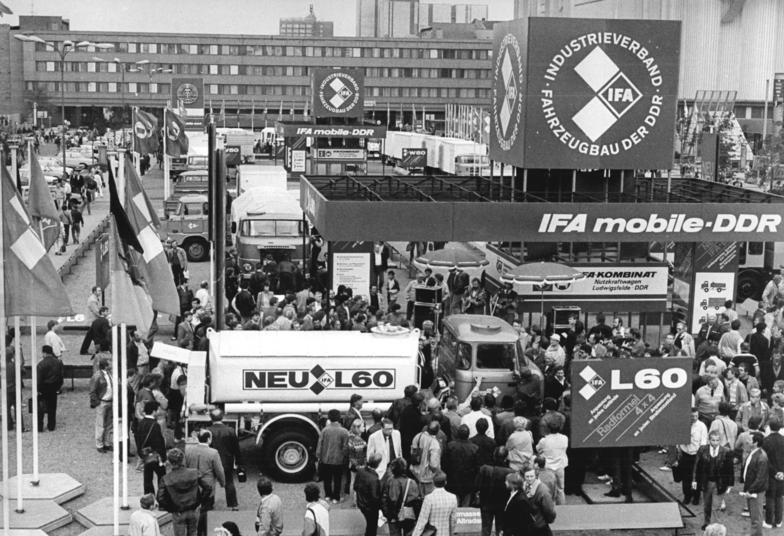
Stánek IFA na výstavě v Lipsku

Automobily IFA byly založeny na základě předválečných vozidel DKW a byly vyráběny v továrně ve Zwickau. Typ F8 používal dvouválcový a typ F9 tříválcový motor. Design karoserie čerpal z předválečných modelů. Celkem bylo vyrobeno kolem 56 tisíc osobních vozidel. Nástupcem vozů IFA F8 a F9 byly automobily Wartburg.
Kromě nich automobilka produkovala nákladní typ IFA W50 a lehčí nákladní automobily Robur. Pod sdružení IFA patřily i značky Trabant, EMW, Multicar, Barkas, Robur, Simson, MZ (motocykly) a další.

## Struktura sdružení
Jednotlivé podniky sdružené do uskupení byly rozčleněny do jednoho ze tří kombinátů.

### IFA-Kombinat Nutzfahrzeuge Ludwigsfelde

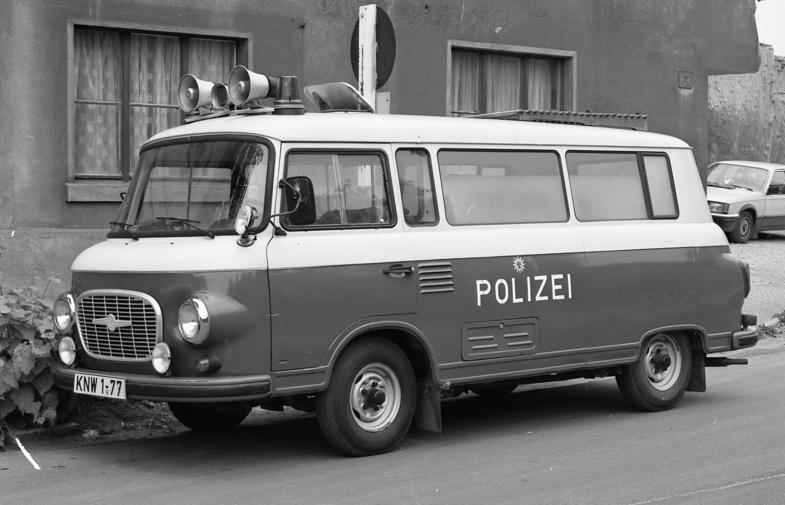
Barkas B1000

Hlavní závod Ludwigsfelde, okres Postupim.
- Automobilwerke Ludwigsfelde
  - předchůdcem byl v roce 1936 postavený závod na letecké motory Daimler-Benz Motoren GmbH.
  - produkce: po roce 1945 byl v Ludwigsfelde jen opravárenský závod, v letech 1954 až 1956 se zde vyráběl motor 20 KVD 25 (původem lodní motor Mercedes-Benz zde o výkonu 2500 koní) a vzniklo i 1420 kusů vozidel Multicar DK 2002. Následovala výroba skútrů (Pitty, Wiesel, Berlin a Troll a přívěsů za skútry Campi. Od roku 1965 byly ve výrobním programu nákladní vozy IFA W50 a IFA L60 (od roku 1970).
  - nástupcem je od roku 1995 Mercedes-Benz Ludwigsfelde GmbH
- Robur-Werke
  - předchůdcem byl v roce 1888 založený podnik na výrobu textilních strojů, později jízdních kol, motocyklů i automobilů, po roce 1917 známý jako Phänomen Werke Gustav Hiller,
  - produkce: vyráběly se zde autobusy a nákladní vozy Robur, speciální vozidla a nástavby (např. hasičské) a také tříkolová vozítka pro invalidy DUO.
- Fahrzeugwerk Waltershausen (dnes Multicar)
  - předch§dcem byl ADE-Werk od roku 1920 vyrábějící zemědělské stroje.
  - produkce: od roku 1956 zde byly vyráběny motorové a elektrické vozíky. Univerzální vozíky Multicar byly vyráběny ve Waltershausenu.
  - nástupcem je Hako GmbH
- Lokomotivbau Karl Marx Babelsberg (od roku 1984): výroba autojeřábů ADK 125
- Motorenwerk Cunewalde
- Schlepperwerk Nordhausen
- slévárna Lipsko od roku 1988
- Getriebewerk Brandenburg
  - produkce: převodovky pro IFA W50 a IFA L60
  - nástupcem je ZF Friedrichshafen AG Betrieb Brandenburg
- Getriebewerk Pirna
- Gelenkwellenwerk Stadtilm
- Gelenkwellenwerk Halberstadt
- IFA Ingenieurbetrieb Hohenstein-Ernstthal
  - produkce: zvláštní stroje a projekční kancelář
  - nástupce: firma Drauz
- Fahrzeuggetriebewerk Joliot Curie
- Fahrzeuggetriebewerk „Wilhelm Friedel“ Karl-Marx-Stadt
- Metallgusswerk Wernigerode
- Automobilwerk Heidenau
- Fahrzeugwerk Lübtheen
- Zwickauer Eisenwerk
- Kfz-Zubehörwerk Meißen
  - produkce: vahadla, písty, brzdové bubny, automatické brzdy, ale i spotřební zboží (modelářské motory)
  - pobočka: Justizvollzugsanstalt Torgau
  - nástupce: UKM Meißen

### VEB IFA-Kombinat Pkw Karl-Marx-Stadt
Mateřský závod působil v Karl-Marx-Stadtu (dnes Chemnitz).
- VEB Barkas-Werke Karl-Marx-Stadt
  - produkce: ve Frankenbergu vozidla Framo, později Barkas (mj. B1000).
- Automobilwerke Zwickau (AWZ)
  - předchůdcem byly firmy VEB Sachsenring Kraftfahrzeug- und Motorenwerke Zwickau (Horch) a VEB Automobilwerk Zwickau (Audi) spojené s Schumann Anhängerbau ve Werdau. V roce 1958 vznikl sloučením VEB Automobilwerk Zwickau (AWZ).
  - produkce: po druhé světové válce se zde vyráběly nákladní vozy a traktory. Koncem 40. let se opět rozběhla výroba osobních vozů (IFA F8, AWZ P70, P 240 Sachsenring). Od poloviny padesátých let se zde vyráběly automobily Trabant.
- VEB Automobilwerk Eisenach (AWE)
  - předchůdcem byl BMW Werk Eisenach (v roce 1945 vyvlastněn a spojen s německo-sovětským podnikem Awtowelo)
  - produkce: BMW/EMW 327, EMW 340 a motocykly BMW/EMW R 35. Následovaly vozy IFA F9 a Wartburg.
- VEB Wissenschaftlich-Technisches Zentrum Automobilbau. (WTZ)
- VEB Achsen-, Federn- und Schmiedewerke Roßwein.
- VEB Karosseriewerk Dresden (KWD)
  - předchůdce: Gläser-Karosserie GmbH
- VEB Karosseriewerk Halle (KWH)
- VEB Karosseriewerk Meerane (KWM)
  - předchůdce: Gustav Hornig Wagenfabrik Meerane
  - produkce: karoserie pro vozy IFA F9 Cabriolet, Wartburg 311 Coupé, Framo Bus, různé nástavby pro Barkas B1000 a v období 1959 až 1991 všechny karoserie pro Trabant Kombi a Trabant Kübel

### VEB IFA-Kombinat für Zweiradfahrzeuge
Mateřský závod v Suhlu.

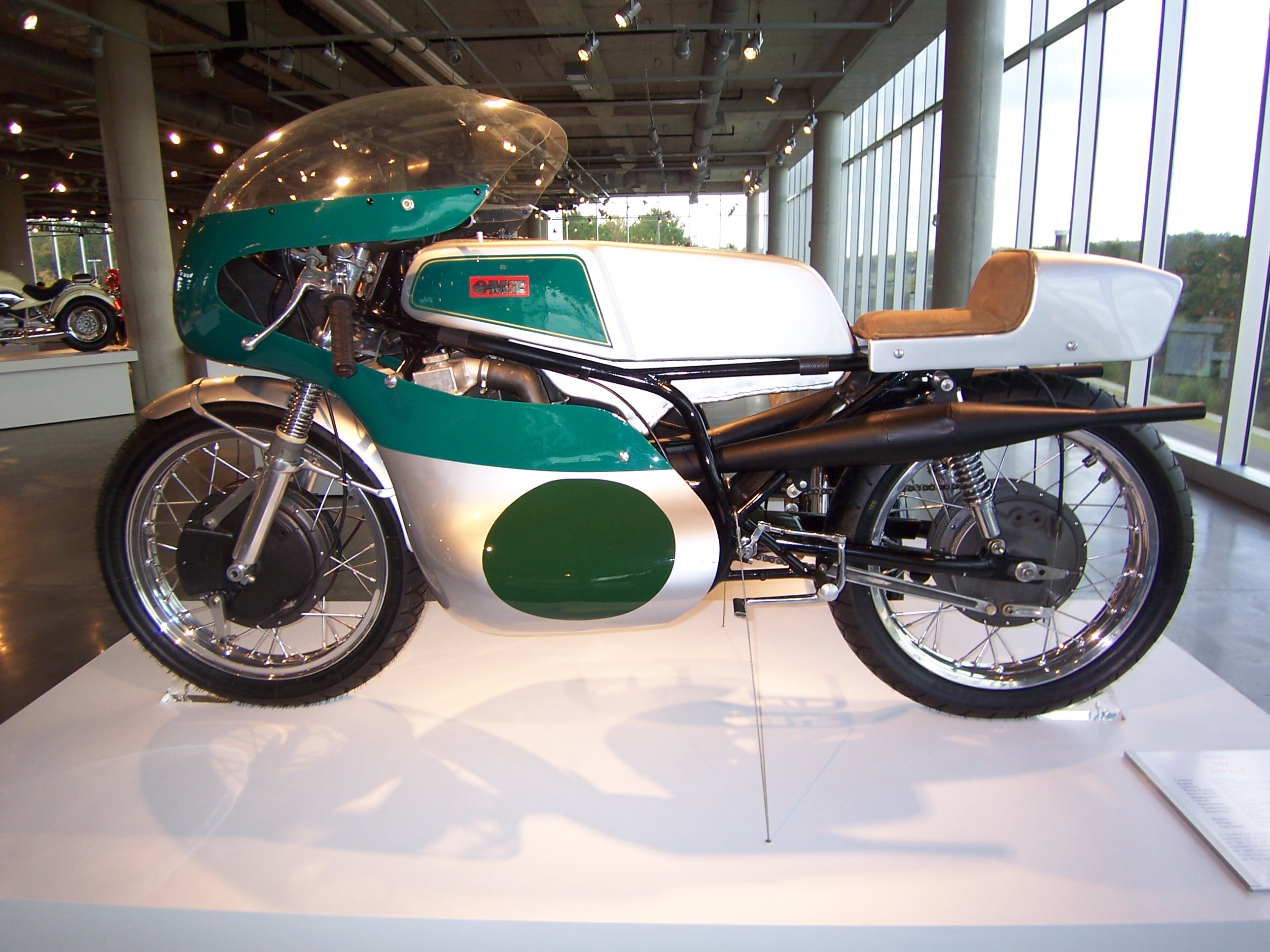
Závodní MZ 250 pro sezonu 1964

- VEB Simson Suhl také VEB Fahrzeug- und Gerätewerk Suhl
  - předchůdce: Simson Suhl/Thüringen
  - produkce: odsud pochází motocykly a mopedy SR1, SR2, KR50, Schwalbe, Spatz, Star, Sperber, Habicht, S50, S51, AWO 425 a AWO 425 S.
- VEB Motorradwerk Zschopau
  - předchůdcem byl závod DKW společnosti Auto Union.
  - produkce: zpočátku zde byly vyráběny předválečné stroje DKW/IFA RT 125, poté nově vyvinuté motocykly BK 350 (Boxermotor, Kardanwelle, 350 cm³). Později to byly modelové série ES- (Einzylindermotor, Schwingenfahrwerk), ETS- (Einzylindermotor, Teleskopgabel vorn, Schwinge hinten), TS- (Teleskopgabel vorn, Schwinge hinten) a ETZ (Einheits-Typ Zschopau) produziert.
- VEB MIFA Fahrradwerke Sangerhausen
  - produkce jízdních kol
- VEB Elite-Diamant Fahrradwerke Karl-Marx-Stadt
  - produkce jízdních kol

### Další závody
- VEB IFA-Kombinat Spezialaufbauten und Anhänger
  - VEB Kraftfahrzeugwerk „Ernst Grube“ Werdau: do roku 1965 výroba nákladních vozů H6, H3, G5 a S4000, poté byly ve Werdau vyráběny speciální nástavby a přívěsy HW 80.
  - VEB Spezifa Berlin, přidružen od roku 1984
  - VEB Feuerlöschgerätewerke Luckenwalde – FLG sloučen s VEB Spezifa v roce 1984
  - VEB Feuerlöschgerätewerke Görlitz – FLG
- VEB IFA-Kombinat für Kfz-Teile, dodavatel náhradních dílů
- VEB IFA-Vertrieb, pro prodej automobilů (i dovezených) obyvatelstvu, obdoba československé Mototechny